# Annaberger
Annaberger(tysk: Annaberger Haubenstrupphuhn) er en hønserace, der stammer fra Tyskland. 
Hanen vejer 1,5 kg og hønen vejer 1,3 kg. De lægger 120 æg à 46 gram årligt, æggeskalsfarven varierer fra hvid til gul. Racen findes ikke i dværgform. Racen er spidstoppet og har krøllede fjer, dvs. fjerene vender omvendt af, hvad de normalt gør hos fugle.

## Farvevariationer
- Hvid
- Sort
- Sorthvid
- Broget